# 帕尔尼菲兰
帕尔尼菲兰（法語：Pargny-Filain，發音：[paʁɲi filɛ̃]）是法国上法蘭西大區埃纳省苏瓦松区曾经的一个市镇，面积5.01平方千米，2022年1月1日人口为250人。2025年1月1日，帕尔尼菲兰与市镇菲兰合并为新市镇帕尔尼和菲兰，并成为了帕尔尼和菲兰的委派市镇与政府驻地。

## 地理
帕尔尼菲兰（49°27'49"N, 3°32'40"E）面积5.01平方千米，位于法国上法蘭西大區埃纳省，该省份为法国北部内陆省份，北起北部省，西接索姆省和瓦兹省，东临阿登省和马恩省，西南至塞纳-马恩省，东北部与比利时接壤。
与帕尔尼菲兰接壤的市镇（或旧市镇、城区）包括：艾济-茹伊、沙维尼翁、菲兰、莫南普特伊、于尔塞勒。
帕尔尼菲兰的时区为UTC+01:00、UTC+02:00（夏令时）。

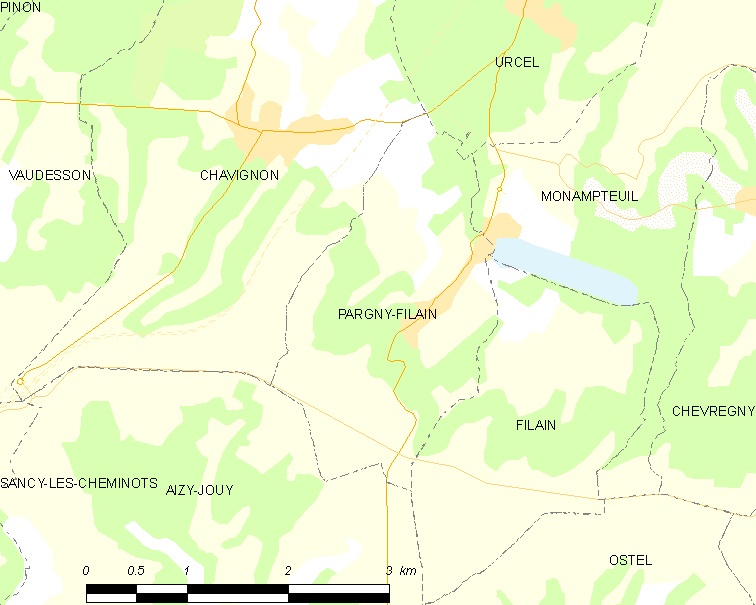
帕尔尼菲兰的OSM定位图

## 行政
帕尔尼菲兰的邮政编码为02000，INSEE市镇编码为02589。

## 政治
帕尔尼菲兰所属的省级选区为塔德努瓦地区费尔县。

## 人口

1962-2008年间帕尔尼菲兰人口变化图示

帕尔尼菲兰于2022年1月1日时的人口数量为250人。